# ついでにとんちんかん
『ついでにとんちんかん』は、えんどコイチによる日本の少年向けギャグ漫画、およびそれを原作としたテレビアニメ。

『週刊少年ジャンプ』（集英社）において1984年49号・50号にそれぞれ読切作品として掲載された後、1985年14号から1989年22号まで連載された。雑誌連載時の話数単位は「アホ その○」。単行本は全18巻。文庫版は全6巻。文庫版は傑作選形式で収録されている。

## 概要
『フレッシュジャンプ』（のちに、同誌休刊に伴い『月刊少年ジャンプ』へ移籍）にて連載されていた『死神くん』に続いて発表。前後編読切を経て長期連載となったが、『死神くん』より先に終了した。
作者のえんどコイチによると、ギャグ漫画を描いてみたいという想いから、候補作が3本あった『週刊少年ジャンプ』編集者に見せる漫画の1本をギャグにしたが、その漫画を見た茨木政彦に「つまらない」と断られた。その後、テレビを見ながら仕事をしていた際、「怪盗モノのギャグは面白そう」とアイデアを思い付くが、当時『週刊少年ジャンプ』で連載していた北条司の『キャッツ♥アイ』と怪盗ネタが被るという理由からアイデアを保留。1984年10月に『キャッツ♥アイ』の連載が終了したためこのアイデアを編集部に持ち込むと、そのまま本作の連載が決定した。
連載当初は、追出仁（ついでに）町（アニメでは礼院棒（れいんぼう）町）を舞台に「怪盗とんちんかん」が大富豪の邸宅にあるゴミに等しいものをわざわざ予告状まで出して盗み出す、ドタバタなギャグストーリーだった。その後、次第に学園もの・各キャラクターに焦点を合わせた話などにシフトし、盗みに関する話は少なくなる。そのことを自身でネタにもしており、珍しく盗みの話が連続すると「二週続けて盗みネタが…」と編集者が出てきて言う場面もある。
連載終了から約3年後、『ブイジャンプ』などで読み切り『とんちんかん2』を経て、『月刊少年ジャンプ』で続編にあたる『ミラクルとんちんかん』を発表している（連載期間2年8か月、単行本は全5巻（本編全4巻と番外編『オリジナルクエスト』1巻））。『ついでに〜』でレギュラー格だったキャラクターの何人かは『ミラクル〜』ではまったく登場しなくなった（ゴンベエなど）。
えんどコイチは連載終了後、本作のヒットで「コイチはギャグ作家」と読者から認識されるのを快く思っていなかったと明かしている。えんど自身はあくまでも「ギャグも描ける作家」であると認識してほしかったらしく、単行本では同時期に連載していた人情漫画の『死神くん』を何度か宣伝している。また、当作に死神くん自身がゲスト出演した回もある。
ファミコンゲームの『ファミコンジャンプ 英雄列伝』にて、数多い『少年ジャンプ』作品の中から主人公の間抜作がプレイヤーとともに戦うヒーロー16人の内の1人に選ばれている。そのゲーム中の通常戦闘において、他のキャラクターは敵味方全て近接攻撃が「拳」で表現されているのに対し、抜作は「尻」、そして遠隔攻撃は「屁」と異彩を放っている。
アニメは『ハイスクール!奇面組』の後番組であり、『奇面組』の制作スタッフがそのまま続投した。当初は主題歌も引き継ぐ形でうしろ髪ひかれ隊の楽曲であったが、末期にはそのメンバーであった生稲晃子のソロ曲が使われた。なお同ユニットの母体であるおニャン子クラブは、アニメ開始の1か月前に解散している。

## 登場人物

### 主要キャラクター

#### 怪盗とんちんかん
盗みを行う前には予告状を盗み先に送り、予告状の通りに必ず盗みを実行する4人組の怪盗。「予告したことは必ず実行する、物は盗んでも人は傷つけない」が信条である。しかし、彼らの盗む物は安価・無価値な物ばかりで、犯行件数は多いものの被害総額は1万円に満たない（アニメ最終回のナレーションより）。そのため、大日本警察署長からは「もっと高価な物を盗め」、ライバルの怪盗あんぽんたんからは「せこい、盗む物が全然価値がない」と言われているが、これに対してリーダーの抜作は「高い物を盗むと泥棒になる」と弁明している。また「人助けもする」とも公言しており、盗む物の大半は抜作の私物（コレクション）だが、他人のための盗みや、犯罪者の逮捕・自首にも貢献することもある。抜作以外の3人が力を合わせて「へのかっ波（へのかっぱ）」を放つことができる。しかし、大家のババア戦では「へのかっ波の上をいく、うんこのかっ波」に圧倒されてしまったことがあるが、最終的には4人全員の力を合わせて「リーダーの口は二枚波（にまいば）」を放ち、大家のババアに勝利することができた。
間 抜作（） / リーダー
声 - 吉村よう
身長48ページ、体重3,829ダース（アニメでは身長93cm 体重35kg）、血液型ホンコンB型（いずれも自称）。恐竜時代のことを覚えているとか、聖徳太子と遊んだことがあるなどと語り、年齢は200億歳と自称している。自称年齢ではあるものの、『週刊少年ジャンプ』掲載作品で（初回登場時）最年長の主人公とされている（2018年14号時点）。メンバーが通う礼院棒中学の教諭で、2年5組の担任。科目はホームルーム、通常の教科は担当していない（ただし、落雷を受けた時には、一次と二次を含む連立方程式を教えている）。
奇妙キテレツな性格をしていて、世間一般の常識というものが全く通用しない究極の「アホ」。自分で思いこんだことおよび信じこんだことは何でもできてしまう人物。そのため彼の周りでは常に騒動が起き、たまにまともなことを言うと口から泡を吹いて気絶する時がある。普通の人が幸せだと思うことを不幸だと言い、逆に普通の人間が不幸だと思うことを幸せだと言い、悪口を褒め言葉として解釈し、褒め言葉を悪口として解釈する。自分で買い物に行くことはあるが、お札をティッシュペーパー、メモ用紙、破れた襖の補強に使うという金銭感覚の持ち主である。GF（ガールフレンドの略）を「ジャイアント馬場のふんどし」の略と発想するような突飛な性格でもある。本人は「アホ」であることを認めているようで、「わたしはアホはアホでも並大抵のアホではない」と熱弁したり、「馬鹿」と言われた際に「わたしは馬鹿ではなくてアホだ」と反論したことがあるなど全くコンプレックスが無いように見える（むしろ、他人から見て美点と思われることを言われると逆に怒ることすらある）が、実はハゲであることを気にしており、ハゲと直接言われた際に激怒したこともある。他にも、たこ八郎に似ていると言われることも気にしているようで、見間違えられた際は率直に怒る。常識知らずの面が多い反面、ウーパールーパーを盗んだ際には「かわいいというだけで見せ物にするのはよくないことだから」と故郷に送り返したり、仲良しだったぬけちゃんロボットが死んでしまったと思われた時には寂しそうに記念写真を眺めるなど、情は持っている。
下宿先のアパート久荘（くそう）の大家が大の苦手。また回を重ねるに連れて、吉沢先生の求愛を避けたり、「逆らうと怖い」とも思っており、同じく苦手としている。アニメで吉沢先生の剣幕を見て、天地と2人で「女の人って怖いですね」と恐怖したこともある。最終回では、未来の礼院棒町にて吉沢先生から逃げて隠れている自分を見て、震えていた。
いつも口を開けて間の抜けた顔付きをしており、両手を使わない時は常に猫かがみに曲げている。口の中には大きな前歯が2本だけ生えている。原作では口を閉じることは一切ないが、アニメでは一部の喋る場面で一瞬だけ見られる。また顔は常に斜めか横のアングルのみだが、アニメでは正面を向いたときもある。自身の容姿を普通だと思っているようで、他人から「面白い顔」と言われても「普通なのに」と言ったり自身の顔を見て大笑いする人に対して「どうして面白いのでしょうか」と言っている。
頭の中は基本的に空で、脳が入っていない。本人によるとIQ（知能指数）はマイナス500で、東風と甘子にIQ200の珍平を合わせて他の3人のメンバーのIQの合計を400としても、とんちんかん全体のIQは抜作のせいでマイナス100になってしまうという。頭にはフタがあり、それを開けて中を自由に見せることができる。中から外を見ると、着ぐるみのようになっており、目を裏から突くと障子のように破ける。目と歯は取り外しが可能であり、目を取り外して映写機に掛けて再生すると目に映った物を映像として再生することができる。この目は眠っている時も開けたままで、他人からは死んでいるように思われてしまうこともある。一度死亡してエンマ大王より地獄行きの判定を下されて地獄に落ちたことがあるが、地獄を天国のように覆すことをしたためエンマ大王のブラックリストに載せられ「こいつだけは二度と連れてくるな」と厳命されて死ねなくなった。
その肉体は不死身で、体内で1日に1個は命が作られているという。多くの殺し屋から命を狙われているが、毒蛇に噛まれる、頭や体を刃物で刺される、銃で撃たれる、高電圧を掛けられる、ロードローラーで轢き潰される、薬品で溶かされるなど、普通の人間がされたら確実に死ぬようなことをされても本人は「い…いたい」とつぶやく程度で大したダメージを受けている様子はなく、たとえ全身を粉々に破壊されても、ジグソーパズルのように組み立て直せば生き返ることができる（ただし、呪いのワラ人形を使った攻撃だけは効果があるらしく、実際にダメージを受けている）。また、空気のない宇宙空間でも普通に生きられるどころか話すことさえできる。なお、警察がX線カメラで撮影したところ、彼の骨格は魚の骨そのもので、頭の骨は素顔と変わらず間の抜けた顔つきであった。聴診器を心臓に当てると、「ドクドク」ではなく「ドカナイドカナイ」という音が聞こえる。また、特異体質であり、頭と胴体の大きさおよび手足と舌の長さを自由自在に変化させることができる。
得意のギャグは服の下半身を脱いで自分の尻を見せる「いきなり尻見せ」。特技はファイヤーダンスで、大会では3年連続で優勝（作中で4回目の優勝を果たす）しており、火を見ると本能的に腰蓑姿で「アイヤーッ」と叫びながらファイヤーダンスを始めてしまう。連載中盤以降になると石原真理子や斎藤由貴といった当時の人気女性タレントに扮する女装ネタやSMネタが登場し、後期ではゴジラ風の怪獣の着ぐるみを着て巨大化し、大怪獣ヌケゴンとなって「アンギャー」と叫びながら町の中で暴れまくっていた。「いきなり尻見せ」のギャグは後に尻見せのポーズをした上で自分の陰嚢を尻の下から手で伸ばす「袋のしわのばし」に発展している。
原作の最終回では、ぬけちゃん王国の王子様であること、花火で遊んでいる最中に間違えてビッグバンを起こしてしまい、宇宙空間を彷徨って地球に辿り着いたことが判明する。同時に「アホ」と思われつつも追出仁町の多くの人々から慕われていることも判明。とんちんかんが町の人々の声援を受け抜作を盗みに行くところで物語の幕は閉じる。その後、続編の『ミラクルとんちんかん』では美楽留（みらくる）高校の校長になっていた。
怪盗とんちんかんのリーダーとして活動している時も覆面を付けずに素顔でいるにもかかわらず、なぜか正体を気付かれることはない（そのことは他のとんちんかんのメンバーも劇中で言及している）。
キャラクター人気投票では第1位。
抜作のキャラクターはえんどの高校時代の落書きから生まれたもので、えんどの連載作品『アノアノとんがらし』の「阿呆作（あ ほうさく）」、『死神くん』にもエキストラで登場しており、「コイツを主人公にしたら面白そうだ」と思っていたとのこと。
ぬけ子（）
抜作がカツラをかぶり女装したバージョン。作品中盤以降になると、抜作が天地と出会うとなぜかぬけ子になって天地に襲われ、レイプ寸前までいってしまう。後半にはぬけ子をメインとし、会社を舞台とした本作とはパラレル的なエピソードが描かれている。女子プロレス大会では甘子とタッグを組んだこともある。キャラクター人気投票では第15位。
また、『ミラクルとんちんかん』では瓜二つの姫・ホアード姫が登場している。
中 東風（） / レッド
声 - 塩沢兼人
誕生日は5月5日。身長165cm、体重51kg（アニメでは身長176cm 体重60kg）、血液型B型。礼院棒中学の学生。転校生で、珍平・甘子と同時期に転入してきた。カンフー（拳法）の使い手。やや長髪。性格は面倒臭がりで短気でもあるが、クラス内では密かに女子に人気が高い。連載が進むにつれ、甘子と相思相愛になる。美術が苦手。家族構成は祖父の存在が明らかになっているが、その他の家族は一切作中に登場しない。拳法の才能は確かだが、調子に乗りやすい性格であり、また達人クラスの実力者には歯が立たない場合が多いなど、心身ともに未熟な面が見られる。怪盗とんちんかん・レッドとしての活動時のコスチュームは、赤い道着風のもの（原作では後にパンツルックスタイルのものに変更）。甘子とは「喧嘩するほど仲がいい」の関係で、連載初期からよく口喧嘩をしており、正式なカップルになってからも口喧嘩は絶えないが、甘子を誰よりも大切に想う気持ちは本物である。甘子が学校のナンバー1美少女の座をかけてコンテストに出場した時には、甘子がわずか1票の差で敗れたが、東風はこの時、甘子が優勝してみんなのアイドルになってしまうのが嫌だという理由でわざと別の女子に投票したことを後に告白している。
発山 珍平（） / グリン
声 - 金丸淳一
誕生日は1月1日。身長・体重は非公開（背が低いことを気にしているため。アニメでは身長90cm 体重30kg）、血液型O型。礼院棒中学の学生。転校生で、東風・甘子と同時期に転入してきた。他の2人のメンバーと比べて非常に背が低く、腕力も弱いが、IQ200の天才で、ミラクルボックスなど様々な自作のメカを操りメンバーたちをサポートする。しかし、えんどがメカを描くのが苦手なため、なかなか活躍できず、他のメンバーたちはもとより様々なサブキャラクターたちにも出番を奪われていた。その結果、連載中のキャラクター人気投票では第9位であり、後述のどんより雲や近所のノラ犬にさえ負けてショックを受け、以来そのことを非常に気にするようになり、事あるごとに「どうせオイラはどんより雲やノラ犬より人気がないんだ」などと自虐的につぶやいていた。作中、私服姿が全く見られず、いつも学生服と学帽を身に着けている（水着・浴衣はあり、番外作品では学帽を脱いでいることもある）。怪盗とんちんかん・グリンとしての活動時も、紺の学生服風コスチュームである（原作では後にオーバーオールのものに変更）。東風と甘子の仲を応援している。後に怪盗あんぽんたんのメンバー・本田ぽんとカップルになった。家族構成は父・江治損（えじそん）、母・新（しん）、妹・明（あき）。なお、父親によると家族4人のIQの合計は1000以上（うち父親のIQは300）とのことである。他の家族は全員が珍平よりも身長が高いが、珍平と同じく全員が眼鏡をかけている。
白井 甘子（） / シロン
声 - 日髙のり子
誕生日は6月6日。身長154cm、体重43kg（アニメでは身長162cm 体重51kg）、血液型A型。スリーサイズは「何で私だけそんなこと聞くの?」（本人談）、アニメではB78 W55 H82。礼院棒中学の学生。転校生で、東風・珍平と同時期に転入してきた。緑髪蒼眼。超能力者で、使える能力は念動・読心術（テレパシー）・透視など。念動力はおよそ80kg以上の物は動かせないという弱点がある。また、吸血鬼や魔女、大家のババアなど一部の特殊な力を持つ者には超能力全般が通用しない。しかし怒りが爆発するなどした場合には建物を半壊させるほどの威力を出す。カエルや蛇・ゲジゲジなど、爬虫類・両生類・虫の類が苦手で、猫などの動物が好き。焼き芋が好物。趣味は読書、スポーツ、料理。普段は頭にカチューシャを付けている。怪盗とんちんかん・シロンとして活動時のコスチュームは、オレンジのレオタードにレッグウォーマー（原作では後にスーツ風のものに変更）。コイチの他の作品（例・『死神くん』の「カーテンコール」というエピソード）に時々カメオ出演している。家族構成は父・母・兄だが、父・母は兄・玉夫に「フレンチ甘々」を任せるシーンのみの登場で、その他の詳細は不明。甘子自身も放課後や休日などに店を手伝っている。なお、彼女が超能力者であることはメンバーなど一部の者を除いて秘密であり、家族でさえも知らない模様。

### 礼院棒中学
抜作が教師として勤め、とんちんかんメンバーの通う中学校。他の生徒や教師にも癖のある人物が多数在籍する。男子制服は濃紺の学ラン、女子制服はピンクのセーラー服である。

#### 怪盗あんぽんたん
怪盗とんちんかんと張り合うライバル。あんぽんたんとしては中盤以降は急速に出番が無くなり、一般生徒としか扱われなくなってしまう。あんぽんたんとしての活動時、アンディとぽんにのみお揃いのコスチュームがある。
アンディ・ジョーンズ
声 - 島津冴子
誕生日は12月24日。身長162cm、体重53kg、血液型B型。スリーサイズはB99 W55 H92。アメリカ出身の天才少女で、13歳（来日時）でありながら巨乳。常にサンバイザーを被っている。大日本警察からの依頼を受けてとんちんかん逮捕のために来日するが、グリン（珍平）との頭脳勝負に敗れた。以降、礼院棒中学に転入し、怪盗あんぽんたんを結成したが、連載中盤以降はほとんど出番がなくなり、ただの同級生と化した。また、登場時の経緯から、初期は珍平に対してライバル意識や好意を示すシーンも見られたが、それも徐々になくなった。得意技は「ぷるぷる（胸を揺らす）」。実は道場やぶり道場唯一の正式な門下生である。
父親（声 - 土師孝也）は新聞社に勤めている。
本田 ぽん（）
声 - 松井菜桜子
珍平と同じくらい背が低い女の子。両おさげ髪で原作では黒髪だが、アニメでは赤毛。動きが素早くちょこまか動くがそれくらいしか特技はなく、ひとりでは何もできないことは本人も自覚している。後に珍平のガールフレンドになった）。
『ミラクルとんちんかん』にも登場。
口中 たん（） / 松本 丹紅（）（アニメ版）
声 - 江森浩子
眼鏡＋迫力ある顔（ブス）＋巨体が特徴。一人称は「わだす」。脂肪が厚く、レッドのカンフー技も跳ね返す。体重も重いため、シロンの念動力すら通じない。他のキャラクターと比べて表情の変化に乏しく、口数も極端に少ないため、何を考えているのかよく分からない（しかしそのためにリーダーにそこそこ対抗することが可能。あんぽんたんメンバー＋ゴンベエで偽とんちんかんに扮した際にはキャラクターを活かしてリーダー役だった）が、実は密かに東風に想いを寄せていたという描写があった（「恋の嵐を呼ぶ転校生」より）。珍平同様、原作の作中では私服姿が全く見られず、いつもセーラー服姿ばかりである（水着はあり）。アニメでは1話のみ私服姿が見られる。あんぽんたんメンバーで唯一キャラクター人気投票第20位にランクインした。女性キャラクターのパンチラシーンすら少ない本作において、胸を露わにする描写が見受けられるキャラクターでもあるが、それを見た男性キャラクターたちは彼女のあまりの醜さに例外なく言葉を失っていた（原作の水着姿は肩紐が乳房に食い込んで表現されるが、アニメでは半袖の水着で露出を減らしている）。痴漢も手を出さず、相手にしないほどである。

#### 教諭
校長
声 - 龍田直樹
抜作先生のギャグをすべて先読みするボケ殺しの能力を持つ。抜作先生を利用して色んなものを調達している。面倒そうな転校生はすぐ抜作先生に押し付ける。教頭から「狸校長」と呼ばれたこともある。
明石 奴（）
声 - 西村知道
教師生活30年の教頭。チョーク投げが得意。校長から「赤シャツ教頭」と呼ばれている。校長が飼っている九官鳥（声 - 山田恭子）に、「校長の」と言った後に「アホー」と鳴くように教えたことがある。
吉沢 狂子 / 今日子（アニメ版）（）
声 - 川浪葉子
誕生日は3月3日。身長158cm、体重47kg、血液型A型。スリーサイズはB86（本編ではB88） W59（本編ではW57） H90。2年2組の担任教諭。音楽を担当。抜作に一方的に惚れているが、その愛情表現は時として暴走し、周囲を震え上がらせている。また抜作が彼女の頼みを断ったり、逃げ出した際には脅迫する。また抜作を軽く叩いた程度でも叩いた者に攻撃したり、同じく頼みを断った者にも脅迫することさえある。抜作も当初は吉沢を助けたりしていたが、次第に恐れるようになる。外見はおしとやかで温厚な美女であり、普段は運動音痴だが、怒るとすさまじい行動力・腕力を発揮し、素手で野生の熊をぶっ飛ばしたり、自分を誘拐した殺し屋たちのアジトで大暴れをして逆に殺し屋たちのチームを全滅させたこともある（後述参照）。美意識も高く、内心で自分に酔っていたり、抜作が試しに「ブス」と言っただけで激怒するほど（抜作は直後「美しい吉沢先生」と訂正した）。家族は父親と大学生の弟が登場している（後述）。
森田 元作（）
声 - 池水通洋
2年4組の担任教諭。数学を担当。吉沢先生が好き（しかし吉沢本人は抜作命なのでまともに相手にされず、逆にぶっ飛ばされることもある）で、そのため抜作先生とそのクラスに対抗意識を燃やしている。バレーボールや独楽回しなどが得意。（抜作絡みであることが多いが）ついていないことが多く、不運体質らしい。吉沢先生と結婚しそうになった時には、強引に迫ろうとするなど性格には問題あり。
引飛 未司質飛（）
声 - 掛川裕彦
2年1組の担任教諭。美術を担当。名の通りヒッピーのような外見。軽い性格で、美術以外の万事に投げやり。
なぞなぞバーサン
声 - 片岡富枝
本名は不明。普段は礼院棒中学の用務員（文庫版では校務員に修正）をしていると言われる。茨木が学校に寄付した「メスらしい化石」を盗みにきたとんちんかんの前に立ちはだかる。常人の想像を超えた意地悪ななぞなぞで、とんちんかんを追い詰めるが、リーダーの抜作が出した答えを「正解じゃ！」と言い、自分の負けを宣言した。
原作での東風の台詞によると、1960年代の学習雑誌の付録に登場していたキャラクターがモデルらしい。アニメではとんちんかんに再戦するエピソードがある。

#### 生徒
作中で2年生から3年生に進級している。
毒鬼 醜憎（）
声 - 龍田直樹
誕生日は12月31日。身長150cm、体重49kg、血液型AB型。毒鬼警部の息子。とんちんかんのメンバーと同じく、抜作のクラスの生徒。とんちんかんの正体に勘付いており、それを示唆する「あやしい」の一言に命をかけている。だがあまりにもワンパターンなため、連載中期では周囲に先に言われ泣いて退場、末期では「こやしい」と返される。かなりのスケベ。
五十嵐 ゆみ（）
声 - 神代智恵
2年5組に転入してきた美貌の女子生徒。転入直後は東風を好きになったと周囲に思われたが、実際には姓の「ごじゅうあらし」を（「いがらし」姓すら知らなかったアホさに起因するとはいえ）初対面できちんと読んでくれた抜作先生のことを好きになっていた。同じく抜作先生のことが好きな吉沢先生と対立する。
丸美（まるび / アニメではまるみ）
声 - 難波圭一
抜作のクラスの生徒。下の名前は不明。家は貧乏であり、クリスマスに弟と妹にプレゼントを買うために新聞配達をしていた。とんちんかんはおもちゃ屋に予告状を送り、調達した（警察との乱闘で店に迷惑をかけたものの、目的の品は盗まず買った）プレゼントを贈ることを計画。だがサンタロボットで渡そうとした所を他の子たちに横取りされ、せめてムードを盛り上げようとカミナリ様を脅して雪を降らせた。
アニメでは横取りされることはなく、丸美はサンタに扮したカミナリ様からプレゼントを受け取り感激していた。
呂理子（）
声 - 渡辺菜生子
姓は不明。車に轢かれそうなところを助けてくれた東風に一目惚れ、そのためストーカー的な行為をし、中学生らしからぬ大胆な性的行動を取る。そのために東風に嫌がられている。家は大金持ちで、豪邸に住まい、ボディーガードが大量にいる。東風のガールフレンドである甘子と激しく対立している。
部活 活子（）
声 - 本多知恵子
名前通り、部活一筋の快活美人。しかし、新体操部→漫研→ソーイングクラブの順に抜作のアホ行為のせいで廃部に追い込まれ、ソフトボール部はいつの間にか雑技団状態になっている。
素歩 落太（）
声 - 難波圭一
抜作のクラスの生徒。怪談話・オカルト研究会・肝試し大会などを主催する怪談好きのように見せかけて、最終的にはギャグに走る。ただし、抜作らが先にギャグに走った場合は怒る。代表ギャグは「歯槽のうりょう（膿漏）」「きみょぅ（奇妙）だめし（飯）（＝肝試し）」など。顔が大きく、顎が広い。
『ミラクルとんちんかん』にも出演。初登場に「コイチお気に入りのキャラクター」と挨拶している。
虚弱 美女子（）
抜作のクラスの生徒。登場のたびに「庭の木の葉が全部落ちるとポックリいってしまう病」「突発性アホ疾患」「海が見たいとダダこねる病」などの奇病に冒されており、登場シーンは必ずベッドに臥せている。母親は母親で「コーフンするとプロレスをしてしまう病」「コーフンすると剣道してしまう病」などの奇病にかかっているが、娘と違い病臥するほど体力を奪われる病ではない。
高橋氏（たかはし-し）
抜作のクラスの生徒（後に転校）で、下着泥棒の達人。通称「タカちゃん」。力士のような太めの体形で、甘子からは「大乃国」と呼ばれたこともあるが、女性の下着を瞬時に盗み取るテクニックを持っているため動きは素早い。転校する記念にクラス中の女子のパンツを盗んだが、超能力者である甘子のパンツだけは手に入れ損ねてしまった（彼は甘子が超能力者であることを知らない）ため、転校後も毎回色々なキャラクターを金で買収して執拗に甘子の下着を狙っており、作中では彼がアップで登場するたびに「おのれ高橋こりないやつ」という文字が背景全面に並ぶ（ちなみに彼が最後に登場した回では、「出たな高橋ネタがない時はあんたに限る」という文字が背景に並んだ）。抜作はそのテクニックに感動して彼に弟子入りした。また、海水浴の際に女性が着用するビキニの下パンツを盗むという性犯罪的な行為もやらかしている。しかし、女性の下着への執着心が強い反面、女性の裸には特に興味がない模様。キャラクター人気投票では第16位。
モデルは本作の2代目担当編集者であった高橋俊昌。しかし、実際の高橋が現職のまま急死した後に発行された文庫版では、えんど曰く「故人に対してあまりにも失礼」という理由から、高橋が変態キャラとして活躍する回は収録されていない（編集者としての高橋は登場する）。

### 大日本警察署の人々
怪盗とんちんかん逮捕に命をかける警察署、大日本警察署の人たち。天地を除き盗みの話が減るにつれて出番がなくなる（それでも最終回まで定期的に登場している）。
縄間田 内蔵（）
声 - 大竹宏
大日本警察署の署長。身長は天地と同じぐらいで、他の部下たちと比べると非常に背が低い。時々寒いオヤジギャグをかます。シロンの隠れファン。ハゲ頭に1本だけ残った髪をとても大切にしている。
『ついでにとんちんかん』では「署長」という呼び名で統一されていたが、『ミラクルとんちんかん』で本名が判明。
毒鬼 悪憎（）
声 - 青野武
大日本警察署の警部。名前の通りの悪人面。怪盗とんちんかんの永遠のライバル。相棒の天地と共に抜作とまともにやりあえる唯一の男だが、詰めが甘くいつも逮捕できない。犯行場所のキャラクターに振り回される。その他にも何をやっても酷い目に遭う、報われないキャラクター。基本的には生真面目だが、短気で怒りっぽく、部下からはあまり慕われていない。呪いのワラ人形で部下全員から一斉に攻撃されたり、アニメにてとんちんかんを捕まえられないことを悔やみ、辞表を出した際には、とんちんかんが辞表を盗むも、「辞表だけでも返せ」と言い出す部下がいるほど。アニメでは敬語を使う時に「○○で〜あります」という独特の言い回しをする。
キャラクター人気投票第11位。父親の名は毒鬼極悪で、自身と同じ警部だった。
アニメ放送中に原作で「ピッコロ大魔王の声もやってません？」と突っ込まれる声優ネタがあった。
アニメ版の最終回では、未来の世界で大日本警察署の署長に昇進していた。
当初の名前の案は溝出不婆次（）だったが、あまりにも言いにくいので変更された。
天地 無用（）
声 - 塩屋翼
誕生日は4月1日、血液型C型。身長は抜作と同じぐらい。通称「天地くん」。抜作に勝るとも劣らない「アホ」。頭の形は抜作に似ているが、完全なハゲではなく所々に短い毛が生えている。目は点のように小さく、抜作と同様に大きく開いた口には前歯が1本だけある。元々は警察学校の始まって以来のアホとして問題児扱いされていたが、抜作とも互角にやりあえる人材として大日本警察署に配属された（実際に1度だけ抜作を逮捕した描写があるが、すぐに逃げられている）。抜作の教え子であり、似た者同士の2人は固い絆で結ばれているが、抜作は自分を脅かすほどの天地の人気振りが内心気に入らない様子。1＋1すら分からず、頭を使うと嵐を起こしてしまうという危険な体質。その一方で、普通の人が電卓を使わなければ分からない複雑な計算は一瞬で解いてしまうという不可思議な能力がある。世田谷の近くにあるという天地県南天地郡大字天地村字天地に住んでいる家族は、両親から兄、飼い犬に至るまで全員彼と同じ顔をしている。また、白鳥ひよ子と結婚して後に生まれる彼の3人の息子たちも全て同じ顔である。登場からしばらくの間はいつもズボンの股間の中に両手を入れていた（アニメではそのまま中に入れている）。抜作同様、原作で口を閉じるのは不可である。得意のギャグは服の下半身を脱いで自分の股間を見せる「いきなり前見せ」。カケフの真似も得意。キャラクター人気投票では第2位。
原作最終回にて、抜作の正体が判明した際には、「このわたしの正体はいったいなに!?」と困惑していた。
白鳥 ひよ子（）
声 - 山本百合子
新人の婦警。初対面の天地を子供だと勘違いした際に、彼から一目惚れされる。「ひよ子さんの心をいただきます」と予告してやって来た怪盗とんちんかん（彼らが天地のために打った芝居）から身を張って守ろうとする天地の姿に、ひよ子も彼を好きになり、その後交際期間を経て結婚することになる。『ついでにとんちんかん』終了後のわずか2年間で（しかも「設定は2年前と変わっていない」と前頁で解説したそばから）、天地にそっくりな3人もの男の子を生んでいる。『ミラクルとんちんかん』では、3人の男の子はそれぞれ「長男」「次男」「三男」という身も蓋もない名前が付けられている。
アニメ版の最終回では、未来の世界で天地にそっくりな男の子4人に加えて自身にそっくりな女の子2人を生んでいる。
雲隠 才蔵（）
声 - 古川登志夫
大日本警察署がとんちんかんを倒すための刺客として呼び寄せた忍者。とんちんかんを倒そうと数々の忍術を繰り出すが、これに対抗して抜作が次々に繰り出す訳の分からない忍術（？）に混乱させられたうえ、「忍術は得意だが逮捕に成功したことはない」と明かし呆れられつつ敗退した。
ボンバー 爆発（）
声 - キートン山田
爆弾の専門家。とんちんかん逮捕のために大日本警察署に雇われる。アホやギャグ、特定の言葉・行動に言葉に反応する爆弾でとんちんかんを追い込むが、最後はお笑い爆弾によるギャグ合戦で、抜作と天地のギャグに笑ってしまい自滅する。
アニメでは「ボンバー・爆発」表記。珍平の父親に解雇されたという設定が追加され、珍平とも顔見知りだが、グリンに変装した珍平と対峙しても特に反応はなかった。三河弁で喋る。

### 追出仁町（礼院棒町）に住むキャラクター
とんちんかんのメンバーたちが住む地元であり、礼院棒中学の学区内区域である。抜作のアホ加減とゴンベエの貧乏加減は地元の自治体から問題にされている。

#### アパート久荘
大家のババア
声 - 片岡富枝
抜作が住んでいるアパート久荘の大家。その戦闘力は名なしのゴンベエをも凌ぎ、超能力・ギャグなどもほとんど通用しないなど、この作品で最大最強の人物であり、抜作とゴンベエの天敵である。ただし、寝込んだときに、抜作が長寿の巻物（実は抜作が過去に書いたもの）を盗み出そうとするなど、親近感を抱いている描写もある。高齢のためごくまれに腰痛などを起こすのが唯一の弱点。必殺技は「四連波」「うんこのかっ波」。抜作以外の3人が大家の横暴な態度に見かね、住人から取り立てた家賃を盗んだ後、とんちんかん宛ての予告状を抜作の部屋のドアに貼っており、とんちんかんのリーダーが抜作であることは見抜いている。後半、とんちんかんのメンバーが一丸となり互角に対戦できた。孫娘を抜作と見合いさせたことがある。孫娘も高い戦闘能力を持ち、吉沢先生や東風でも敵わないほど。しかし、ゴンベエに報酬100円を渡して倒してもらった。その後ゴンベエは孫娘の大家孫子（おおやまごこ）に気に入られたようで見合いをすることになった。
寝田切（）
アパート久荘の住人。高齢で病弱なために寝たきり状態である。大家に家賃が払えないといじめられている。アニメ版では別のキャラクターに差し替えられた。
大田（）
声 - 佐藤正治、掛川裕彦
アニメ版では「キムラ」。アパート久荘の住人。短髪でプロレスラーのような体つきの眼鏡をかけた大柄な男。
極道（）
声 - 戸谷公次
アパート久荘の住人。名前の通り、極道の姿をしている。
ゴロウ
声 - 郷里大輔
アニメオリジナルキャラクター。寝田切の代わりに登場するアパート久荘の住人。五浪している浪人生であり、大家が取立てに来ると偽の内職でお金が入るまで待つように懇願する。

#### 茨木家
茨木氏（）
声 - 屋良有作
通称「イバちゃん」。下の名前は不明。飄々としているチョビ髭の中年男性で、世界中のガラクタ同然の珍品をコレクションしている大富豪。それらのコレクションは、たびたび怪盗とんちんかんの標的にされている。
彼が社長を務める「イバちゃん株式会社」は、様々な分野のビジネスに手を出すものの、アルバイトの抜作によって毎回倒産寸前に追いやられている。アニメでは、カエルのエキスを利用したクリーム「ケロケロバーム」を発売している。
モデルは本作の初代および3代目の担当編集者であった茨木政彦。
尚子夫人（）
声 - 鶴ひろみ
茨木氏の妻。夫とは相思相愛だが、時折行き過ぎた恋愛表現に突っ込みを入れる。事故で裸を撮られたときには夫に重傷を負わせて、入院させたこともある。
アニメ版の設定によれば、旧姓は「群馬」で薬剤師免許を持っており、「ケロケロバーム」を開発する。
モデルは茨木政彦の妻。

#### 七志野家
ゴンベエ
声 - 島田敏
誕生日は7月5日。身長175cm、体重65kg、血液型O型。「道場やぶり道場」の道場主を名乗る長髪の青年。年齢は23歳。空手の達人で、東風をはるかに上回る実力の持ち主だが、超が付くほどの貧乏であり、地元の人々の間では知らない人はいないほど有名である。東風でも勝てないような強敵が現れた場合、とんちんかんは何らかの形で彼の力を借りることも多い。見た目こそシリアスなキャラクターだが、彼の貧乏加減は地元の住民たちによって抜作のアホ加減と同様に問題視されている。ごみ箱から残飯を漁って食い繋ぐ生活をし、近所の主婦たちには嫌がられている。さらには生活費による莫大な借金をしており、いつも家に借金取りが押し入って来る。聴覚が異常に発達していて、他人が落としたコインの音をどんなに遠くからでも聞き付け、これを奪いに来る。当初は普通の金銭感覚の持ち主だったが、中盤以降になると500円を大金、1000円だと大富豪という感覚になってしまい、1万円を目の前にすると気絶してしまう。初登場時に名前が付けられていなかったため、以後周囲から「名なしのゴンベエ」と呼ばれるようになる。本人は登場する時には自分で勝手に考えた名前（三四郎、竜、風林火山、ジングルベイなど毎回違う）を名乗るが、誰からも認知してもらえず、どうあっても「ゴンベエ」呼ばわりされる運命である。さらに、父親の拳之介によると苗字は「七志野（ななしの）」らしい（なお、父親がゴンベエの下の名まで告げようとした瞬間、何かを察したゴンベエが阻止した）。アンディの「ぷるぷる」に弱い。
七志野 拳之介（）
ゴンベエの父親。初登場のとき、えんどコイチが顔を適当に描いてしまい、以降登場するたびに顔が変わっている。ゴンベエ・とんちんかんのメンバーより戦闘力が上で、大家のババアに次ぐ戦闘力を誇る。
ゴンベエの母
すでに死んでしまっているために姿が無い（＝幽霊）。すなわち七志野家では息子のゴンベエに「名前」、父に「顔」、母に「姿」が無いというギャグになっている。死んだ直後に迎えに来た死神を夫の拳之介が叩きのめしてしまったために道場内で浮遊霊としてさまよっている。たまに死体を借り、仮の姿にしている。

#### 白井家
白井 玉夫（）
声 - 広中雅志
甘子の兄。両親に任され、喫茶店「フレンチ甘々」を経営するが、いつも赤字で困っている。女物の下着を着用する、客が残したものを食べるといった悪趣味がある。常に煙草を加えている。店の新装開店時に、まつもと泉とパンチパーマ協会から花輪が届いている。

#### 中家
じいちゃん
声 - 柴田秀勝
東風の祖父。中拳法道場の経営者にして最高師範。拳法一筋の人物で、東風に対して学校の勉強や宿題も「（修業の邪魔になるから）やらなくていい」とまで言っている。東風と戦った際は戦闘シーン無しで負けるなど、実力はさほどでもない。また窮地に追い込まれる度に仮病を使って逃げようとする（東風および弟子からは見破られている）。妻（東風の祖母）は故人。
馬野 鹿夫（）
声 - 亀山助清
中拳法道場の門下生の一人。細身で、丸い眼鏡を掛けている。抜作ほどではないがアホであり、珍妙な行動が多い。抜作とアホを競った際にはあっさり負けた。

#### 呂満素組
野々山 礼子（）
声 - 富沢美智恵
「呂満素組」（ろまんすぐみ）の組員。髪型はポニーテールで、服装は大抵セーラー服を着ているが、学校に通っている描写が無いので学生かどうかは不明。口が悪い。とある筋では要注意人物に指定されているらしい。ゴンベエに恋をするが、最終的に両親の異常ぶりに愛想を尽かした。ゴンベエほどではないが相当な貧乏。
組長（）
声 - 西村知道
礼子の父親。病弱で寝たきり状態である。

### その他
宮司
声 - 大森章督
汚泥（おどろ）神社の宮司。本名は不明。長髪が特徴で、右目が髪に隠れている。根暗かつ不気味な雰囲気の人物で、毒鬼警部からも「あんたは怖いんだよ」と言われている。4年に一度、自身が製作した呪いのワラ人形を販売している。妻子持ちで、汚泥神社に参拝客が来ないことを気にしている。
抜作たちが修学旅行で訪れた京都の不気味寺に姿形の似た神主（声 - 大森章督）がいるが無関係（抜作からも「以前お会いしませんでしたか？」と聞かれ、否定している）。
てる子（）
声 - 荘真由美
「なんだかわけのわかんない病」にかかった車椅子の少女。海に行くことを夢見ている。同情したゴンベエと事情を知ったとんちんかんにより、貝殻を渡され、それに耳を当てて「海の音が聞こえる」と言って満足していた（アニメではそのまま立ち上がり回復した）。
河合 小棚（）
追出仁町ミスコンテストに出場した14歳の美少女。同じ町に住む同世代だが、礼院棒中学の生徒であるかどうかは不明。自称では身長151センチ体重39キロ、趣味は乗馬にテニス、好きな食べ物はフルーツ。勝つためには手段を選ばない性格で、水着審査中に肩ひもを故意にはずす、投げキスやサイン色紙をばらまくなどの策で票を獲得する。最終的には1票差で甘子を振り切り優勝、賞金10万円と副賞の新潟県一周旅行を手にした。なお、勝敗を分けたのは、甘子が「みんなのアイドル」になってしまうことを懸念した東風が敢えて小棚に投じた1票であった。

### 地球人以外のキャラクター
宇宙人（隊長）
声 - 大竹宏
ナマズのお化けのような色黒の宇宙人。体格は太め。当初は侵略を目的に地球にやって来たが、たまたま最初に出逢った抜作と天地を信用して地球人はアホだと思い込み、自衛隊の戦闘機に喧嘩を売ってあっさり宇宙船を撃墜され（アニメでは巨大化かつ怪獣化した抜作・天地に宇宙船ごと叩き落され）、そのまま地球に住み付くはめになった。後にぬけちゃんロボを作る。最低でも月1回は登場しないと忘れ去られるということで、犬役・電柱役・郵便ポスト役など端役で度々現れる。地球では宇宙船を作り直す金を稼ぐために道路工事などのアルバイトをしていて、後にイバちゃん株式会社の社員になる。ファミコンが得意で近所の子どもたちからは「ファミコンのおじちゃん」と呼ばれて慕われている。
アニメでは最終回で運動会の賞金を抜作&天地から譲ってもらい、それで船を直して母星に帰って行った（ただし、抜作と天地が勝手に乗り込んで宇宙旅行しようとしていたために船内で騒動となっており、無事帰れたかどうかは不明）。
ポスターとして登場した回もあるが、文庫版ではゴンベエに描き直されている。
宇宙人（助手）
声 - 西村知道 → 亀山助清（最終話）
ナマズのお化けのような色黒の宇宙人。体格は細め。前記の宇宙人（隊長）といつも一緒に行動している。ダッコちゃんに似ているため、抜作にギャグにされた。隊長に対して、当初は「隊長」と呼んでいたが、自衛隊の戦闘機に宇宙船を撃墜され、地球に住み付いてからは「アニキ」と呼ぶようになっている。
ぬけちゃんロボット
声 - 吉村よう
抜作と天地のおかげでひどい目に遭わされた宇宙人（隊長）によって復讐のために作られた、抜作そっくりのロボット。抜作同様アホ（常識的な回路を装備すると、一転して真面目な性格に変わる）。抜作そっくりではあるが、頭からアンテナが生えていたり、下あごに3本目の歯が生えていたりと、細部に違いがある。当初は抜作暗殺のために「アホ探知機」と「地球こっぱみじん爆弾」を内蔵して向かったが、抜作と天地とロボ自身の3人のアホパワーで探知機が壊れ不発（宇宙人たちは脱出手段を考えておらず、あわや自分たちも地球と運命を共にするところだったのでこの結末に安堵した）、以来3人でトリオを組むようになり、抜作と同居する。最期は別の宇宙人を撃退するために自爆した後、残った頭がイバちゃん株式会社のメインフレームに合体してしまい、社内システムを混乱の渦に陥れた。キャラクター人気投票では第12位。
近所のノラ犬
声 - 龍田直樹
脇役で登場する犬。本名はノラ夫（ノラお）。作中のストーリーには直接絡まないが読者の人気が高く、キャラクター人気投票では珍平よりも上位の8位だった。「ワンワンストーリー」など時々エピソードの主人公になることもあった。OLぬけ子の話では課長役。
どんより雲
雰囲気が悪くなったときに現れる雲。登場シーンには主に「どんよりどよどよ」の文字がコマに入っている。時折り雷を起こす。キャラクター人気投票では珍平よりも上位の7位だった。OLぬけ子の話では部長役。
カミナリ
声 - 郷里大輔
丸美と弟妹たちへのクリスマスプレゼント代わりにと、抜作に脅されて雪を降らせた。アニメでは更にサンタクロースに扮して丸美たちにプレゼントを渡す役をさせられるが、弟妹たちのために頑張る丸美をねぎらう言葉もかけていた。
トン吉
声 - 古谷徹
豚であるが、人語を話せる。怪盗とんちんかんに憧れ、抜作の弟子入り志願を果たし、とんちんかんのメンバーとして怪盗の見習いをするが、とんちんかんのメンバーはトン吉を食べ物としか思っていなかった。豚カツにしようと包丁を出されたことに怒り、天地率いる警察側に寝返る。その後、とんちんかんのメンバーに対し、復讐するため他の動物仲間と共に立ち向かった。
ティンカーベル / クリスティ（アニメ版）
声 - 松井菜桜子
傲慢な性格の婦人（声 - 青木和代）に買われている雌犬。ノラ夫と相思相愛だが、毒鬼警部の犬（アニメではブレイダー）とお見合いさせられそうになり、凶暴な本性を現し、相手を叩きのめしてしまう。
アニメでは身を引いたノラ夫を上記の後に追って行き、彼とノラ犬として暮らす。
ブレイダー
声 - 村山明
毒鬼警部のペット。名前はアニメより。毒鬼警部に顔が似ている。ビール瓶を前足で割るほど腕っ節が強いが、かなりの雌犬好きであり、ティンカーベル（アニメではクリスティ）とお見合いする際は興奮していた。ノラ犬と近所の犬を倒すが、本性を現した彼女に逆に叩きのめされてしまう。
やく病神
声 - 沢りつお、青木和代
アニメのエンディングでは「疫病神」表記。人間に取り憑いてその人間を不幸にするのを仕事とする疫病神の親子。夫婦に一男一女で、子供の名前はそれぞれ「やく夫」と「やく子」。ふたりの子供の成長ぶりを見るために抜作を不幸にしようとするが、逆に幸福になり、業を煮やした父親が抜作を不幸にしようとするが、神にまで昇格させてしまう。

### 作者・編集者など
本作には、前述の茨木や高橋のように本作の歴代編集者をモデルにしたキャラクターが時折り登場している。また、コマの端っこで作中の強引な展開やギャグにツッコミを入れていることもある。
作者（さくしゃ えんどコイチ）
ストーリーを中断してしばしば登場することがあり、コマの端でも出演者たちに対して突っ込み・解説を入れている。読者に人気が高く、人気投票10位であった。アニメ版では端役で登場したことがある。彼はギッチョ（左利き）であり、常に左手でペンを持っている。
近藤氏（）
通称「コンドーちゃん」。モデルは本作の第4代目担当編集者であった近藤裕。コイチへのツッコミのみで、キャラクターとしては登場しない。

### 殺し屋たち
抜作ととんちんかんメンバーは作中で時おり殺し屋に命を狙われたが、抜作の不死身ぶりと殺し屋たちの間抜けぶりにより、暗殺は全て失敗に終わっている。
東郷 十三（）
声 - 玄田哲章（第19話） → 銀河万丈（第26話以降）
帽子にコートの殺し屋。銃などの凶器を使用したものから拳法などの肉体を駆使したものまで、あらゆる種類の殺しの技を会得している。テレビのニュースで自分の殺しよりも怪盗とんちんかんの特集に時間を割かれたことに激怒し、リーダーの抜作に暗殺の予告状を出して殺しを実行する。しかし、抜作が何をしても死なないため、やぶれかぶれに抜作の首を絞めていた処を殺人未遂の現行犯にて毒鬼警部に逮捕されるが、抜作相手に殺人罪が適用できないこと、牢屋の中でうるさく騒いでいたことを理由に、その日のうちに釈放された。その後も仲間と共にたびたび抜作の命を狙うものの、その都度常識を超えた不死身ぶりを目の当たりにし撃退される。一度は狙いを東風に定めるものの、カンフーによりやはり撃退される。仲間のシシリアーノ・ジュリアンと共に某国の地下秘密組織・殺し屋養成学校の卒業生である。
シシリアーノ
声 - 屋良有作
抜作の暗殺に失敗した東郷の助っ人としてイタリアから来た殺し屋。顔つきは二枚目であるものの身長の半分以上を占めるほどの巨大な頭であり、頭の中は道具入れになっていて、バズーカ砲などの凶器を収納していても空港の税関に気付かれなかった。頭が重過ぎるために動きは鈍いが、その大頭を活かした強力な頭突き攻撃を持つ。しかし珍平の殺害を試みるものの、メカにより撃退された。その後とんちんかん殺害の最終手段として、吉沢先生を人質にとり、殺し屋最強メンバーを集めた塔にとんちんかん全員を呼び出して殺そうと画策した（アニメでは東郷が首謀者）。しかし、その吉沢先生本人が予想に反して非常に凶暴な危険人物であったため作戦は失敗に終わり、殺し屋たちのチームは全滅した。
ジュリアン
声 - 横尾まり
シシリアーノと共にアメリカから来た女性の殺し屋。金髪蒼眼。スカーフを頭に巻くことが多い。ワイヤーを使った絞殺や付け爪を飛ばして凶器にするなど、道具を駆使した攻撃を得意としており、甘子の絞殺を企てるも超能力ではね飛ばされ失敗に終わる。東郷とシシリアーノに対しては、顔だけは良いと思っている。
大男
声 - 塩屋浩三
殺し屋最強メンバーを集めた塔の1階にいた男。銃の弾はおろか大砲の弾もはね返すほどの強靭な肉体を持ち「鋼鉄の筋肉（アニメでは鋼鉄マン）」と呼ばれている大男で、巨大な斧を使い攻撃してくる。とんちんかんの攻撃は全く通用しなかったが、最後は抜作のギャグにより発生した爆発に巻き込まれて敗れた。ビキニパンツ一枚だけという裸に近いいでたちで、甘子の攻撃は股間の膨らみを見せつけるだけで退けた。原作では髪をモヒカン刈りにしたアメリカ先住民族風の容姿だが、アニメでは髪を弁髪にした中華風の容姿に変更されている。
幽霊
塔の2階にいた男。眼鏡をかけた細身の中年男性の外見をしているが、シシリアーノいわく「10年前に死んだ殺し屋の幽霊」であり、幽霊ゆえにどんな攻撃も通用しない「不死身で幻の殺し屋」であるという。しかし、幽霊ゆえに相手を怖がらせるだけで何の攻撃能力も持たないため、とんちんかんは彼を無視して3階へ行ってしまい、彼の不戦敗となる。
魔女
塔の3階にいた小柄な女。アニメでは登場しない。とんがり帽子をかぶりホウキに乗った魔女の殺し屋で、魔法を使って攻撃してくる。変身魔法を得意とし、東風をイヌ、甘子をネコ、珍平をネズミ、抜作をハクチョウに変えて弄んだ（ただし、彼女自身は抜作をイボイノシシに変えるつもりだった）。甘子の超能力も全く通用しない。最後はとんちんかん全員を串刺しにする寸前まで追い込んだが、東風が甘子のおっぱいを揉んで超能力の大爆発を故意に起こし、塔外へ吹き飛ばされて敗れた。
サイボーグ
声 - 田中和実
塔の4階（アニメでは3階）にいた男。殺人マシーンとなるため自らの体をサイボーグ化した殺し屋で、全身が金属の装甲に覆われている。パンチ・キックを中心とした攻撃力の強さに加え抜作のギャグに対する耐性もあり、全員を虫の息にするところまで追い詰めたが、抜作が落とした500円玉の落ちる音を聞きつけ突如現れたゴンベエによって塔外へ弾き飛ばされて敗れた（アニメでは原作の対魔女戦と同様に、東風が「奥の手」と称して甘子の胸を揉んだことにより超能力炸裂による大爆発を起こしてふっ飛ばされた）。相手が女性（甘子）であっても全く容赦しない反面、殺し屋でありながら、人を殺すことに空しさを感じ涙を流すという一面もある。
巨匠
塔の最上階にいた車椅子に乗り医師を従えた老人。アニメでは登場しない。年齢は180歳、現役160年の殺し屋の巨匠で、睨んだだけで人を殺す実力と言われるが、とんちんかんと対峙した時点で寿命が尽き、何もしないまま臨終を迎える。
殺し屋養成学校の校長
声 - 矢田耕司
東郷・シシリアーノ・ジュリアンらの師匠で、任務に失敗した部下は容赦なく殺すという冷酷非情なメガネの小男。とんちんかんのリーダー（抜作）が何をしても死なないと聞いて興味を示し、殺し屋養成学校の生徒たちの卒業試験と称して抜作を殺そうと次々に刺客を差し向けるが、その場にいた天地の協力（正確には抜作を助けようとして逆効果になった）にもかかわらず抜作の暗殺はことごとく失敗し、最後は毒鬼警部に踏み込まれて暗殺は未遂に終わった。なお、殺し屋養成学校は後日つぶれたという。
マサイ （アニメではウンバ）
声 - 堀之紀
殺し屋養成学校の刺客でアフリカ出身。狩猟民族風の黒人。抜作を投げ槍で殺そうとすると、天地が庇って抜作を突き飛ばしたが、突き飛ばされた抜作の頭に槍が命中した（しかし抜作は死ななかった）。
アニメでは紐付きの石の分銅を投げつけるも、手元が狂って違う方向に投げるが、原作同様に天地の余計な行動で抜作に直撃した。
ギョーザマン
声 - 大竹宏
殺し屋養成学校の刺客で中国出身。原作では額に「ギ」と書かれている。古い餃子を抜作に食べさせて食中毒で殺そうとする。すぐに天地が薬を飲ませたが間違えて猛毒を飲ませ、慌てて吐かせたところ骨や内臓まで吐いてしまった（アニメでは逆に調子が良くなった）。それでも死なない抜作にもっと古いシュウマイを食べさせようとしたが、「殺し方がセコい」と校長に射殺された（アニメでは東郷にどつかれ中断）。
軍人風の男性
声 - 龍田直樹
殺し屋養成学校の刺客で、「ハイルヒットラー！」と叫びながら戦車に乗って現れる。抜作を戦車で轢き殺そうとすると、天地が庇って抜作を突き飛ばしたが、突き飛ばされた抜作はローラー車に轢かれてペラペラになった（やはり抜作は死ななかった）。
アニメでは顔つきが異なり、前述の台詞はない。
アインシュタイン
声 - 小林通孝
殺し屋養成学校の刺客で、白衣を着た科学者風の男。アニメでは名前は呼ばれず。まず抜作を高圧電流で殺そうとすると、天地が庇って抜作を突き飛ばしたが、突き飛ばされた抜作は送電線に引っかかって黒焦げになった。原作ではそれでも死なない抜作を薬品で溶かそうとしたが、天地が渡した知恵の輪が「解（と）けない」抜作は「溶（と）けなく」なった。
機関銃の女
声 - 鶴ひろみ
殺し屋養成学校の刺客で、セーラー服を着て機関銃を持った女。伸ばした前髪で顔を半分隠している。銃口を抜作に向け射殺しようとするが、生まれて初めて銃を手にしたという天地の応戦に遭う。しかし天地はそのまま女でなく抜作の頭部を撃ち抜くが、抜作は死ななかった。

### 芸能関係
恩田 みな子（）
人気絶頂のアイドル歌手。つぎはぎだらけのへそ出しルックを披露しながら歌うのが特徴。抜作にコスチュームを気に入られ、怪盗とんちんかんのメンバーに予告状で歌番組の生放送中にコスチュームを盗まれ、下着姿を番組で晒されてしまう。盗まれたコスチュームは抜作によってテーブルをふく雑巾にされた。朝子という男顔負けの屈強な巨体の女性マネージャーがついている。
苦労沢 明（）
映画監督。ゴンベエを主人公にパロディ映画を撮ろうとする。『ついでにとんちんかん』と『ミラクルとんちんかん』の両方で1回のみ登場。
岡本 駄郎（）
声 - 龍田直樹
自称芸術家。ごくまれに何の脈絡もなく出現し、「芸術は爆発だ」とつぶやく。ファッションショーの審査員に呼ばれたこともある。
彼が描いた抽象画をとんちんかんが盗み出し、東風がこれを自分の作品と称して学校に提出した際には、引飛先生から「何だこの下手クソな絵は」と言われた。
アニメでも抽象画を盗んだが、東風は自分の作品を提出し「岡本駄郎賞」受賞、だが甘子の姿がイビツで彼女からは不評だった。岡本の絵は抜作が展示会に出し、引飛から「生徒に紛れて変な絵を出品しないで下さい」と突き返された。
中川 みほ（）
ザ・ベスト十（じゅう）に出演。「ついてねェのってねェ」をスタジオで披露した。
再藤 雪（）
ザ・ベスト十に出演。「青空のおけら」をロケ先の新潟から中継で披露した。
レポーターのユミ
初回は追出仁町の取材のためにレポーターとして登場し、2回目は「怪盗とんちんかんを捕まえられるか」の企画でレポーターを担当。たった2回の登場にもかかわらず、キャラクター人気投票では14位という好成績を挙げた。
裏成（）
声 - 目黒光祐
ナスのような頭と常に変わらぬ笑顔が特徴の男性アナウンサー。校内・町内のイベントからテレビ番組までどこにでも現れ、実況や司会を担当する。
教師として登場したこともある。
翁選手（）
年齢78歳にして現役生活60年と言われる超高齢のプロ野球選手。過去に999本のホームランを打ったと言われ、1000本目のホームランボールをとんちんかんに狙われた。1985年に『週刊少年ジャンプ』に登場した時点で現役生活60年という設定が事実なら、彼は日本で最初のプロ野球チームが1934年に誕生するよりも以前から現役の選手だったという矛盾が生じることになり、作中でもその点を突っ込まれている。
松尾 道蕉（）
声 - 矢田耕司
俳句の名人と言われる老人で、新作の俳句をとんちんかんに狙われた。俳句の名人と言われるにも関わらず1年に1句しか作らないという設定で、この設定にはやはり無理があると本人も認めている。一般人が作った俳句の批評も行うが、その批評の内容もかなりいい加減である。
トラック松元（まつもと）、コンバイン中乃（なかの）
声 - 上村典子、江森浩子
女子プロレスラー・極悪隊（ごくあくぐみ）の2人組。悪役レスラーのような風貌で、素人相手に凶器を使うことも辞さない。市民体育館（アニメでは大日本市民体育館）にて賞金100万円の女子プロレス大会を行うが、挑戦者の大半が逃げ出し、珍平&アンディ組、東風&ゴンベエ組を倒し、抜作&甘子組と対戦。抜作に翻弄されるも、甘子を捕まえてコスチュームを剥くが、超能力を爆発させた甘子により、リング外にダウンして敗北する。
なお、賞金は後日、体育館の修理代、怪我人の治療代に使われた。
乙女隊（）
リン、マミ、ミミの三人からなるアイドルグループ。「恋の皮つきウインナー」という曲で芸能界デビューを目前に控えていたが、通りすがりの抜作と天地に全く認知されず、個性が足りないと判断されてしまう。個性を得るために抜作と天地によるアイドルからはかけ離れた指導を受けた結果、最終的にはアイドルデビューは果たせずハワイアンセンターでファイヤーダンスの舞台に立つことになる。

### 幽霊関係
不気味トリオ（）
抜作の魂・背後霊・エクトプラズム。時々楽器を持っていたりする。初期は魂だけだったが、中盤からトリオが揃う。作中では抜作を苦しめていたり、抜作の身代わりになっていたりする。キャラクター人気投票で珍平より上の第6位だったが、珍平自身はどんより雲やノラ犬のそれと比べ本編中では特に触れていない。
抜作の悪の心
抜作が様々な局面を迎え、どうすべきか迷う時に様々な悪事をアドバイスする。顔は抜作で悪魔のような格好をしている。
抜作の良心
抜作に悪事をそそのかす悪の心を蹴散らす。しかし、大抵それよりもあくどいアドバイスをする。顔は抜作で天使のような格好をしている。たまに他人の心にも入ってきてはしゃしゃり出る。
宴会トリオ
アニメ第35週Aパートに登場した、陽気な3人組の青年で、抜作の教え子「だった」人達。落太が主催していた怪談大会（百物語形式）の途中、抜作に呼ばれて来たと言って飛び入り参加。既に抜作達のギャグによって怪談大会らしからぬ陽気な雰囲気になった所へ拍車をかけてしまう。そんな中、トイレに行こうとしたぽんとアンディが学校荒らしに遭遇、人質に取られてしまうが、トリオが犯人の背後を取って捕まえ解決した。その直後、帰りの挨拶をして姿が薄れ消えてゆく。不思議がる一同は抜作に「彼らはあの世へ帰った」と知らされ、百物語に相応しい怪異（死者の来訪）が起きたことに驚愕した。
この話は原作「納涼大会はNO涼の巻」のアニメ化だが、宴会トリオは結末の変更で作られたので原作には登場しない。

### 他作品のキャラクター
死神くん（No.413号）
『死神くん』からのゲスト出演。死神として抜作を迎えに来て、地獄へ連れて行くが、抜作が地獄をメチャクチャにしたため、エンマ大王から「こいつは二度と連れて来るな」と叱られた。登場した際、抜作からは「出演する本まちがっていますよ」「月刊誌のくせに〜」と悪態を付かれていた。
アニメでは一般的なイメージの死神（黒衣を着た骸骨）に置き換えられている（声 - 田の中勇）。
主任
声 - 大竹宏
死神くんの上司。霊界にて抜作の年齢を聞き、地獄行きの判決を下した。「死亡」の印判を押す際、間違えて「リード21」の印判を押している（当時の第一生命のCMのパロディ）。

### その他
吉沢 狂人 / 今日人（アニメ版）（）
声 - 野本礼三
吉沢の父。堅物な性格で、娘をアホな抜作ではなく、森田先生を結婚させようとするが、結婚を嫌がる吉沢先生を盗みに来た抜作の「娘の幸せを思うなら本人の気持ちを尊重しなさい」と言う言葉で改心。その後、「娘は怪盗とんちんかんのリーダーにやる」と考えるようになる。
とんちんかんのリーダーとして現れた抜作に対し、「抜作先生」と同一人物と一目で見抜いていたが、周囲が「違う」と発言したため有耶無耶になった。
吉沢 狂四郎 / 今日四郎（アニメ版）（）
声 - 山寺宏一
吉沢先生の弟。大学生。ナンパ目的で東京にやってくる。姉の薦めにより、抜作と東京見物と称してガールハントを行うが、自分よりも女性に人気がある抜作を見て、限りなく抜作に近付けた格好をした結果、女性から全く相手にされなくなった。
大日本教育長
声 - 八奈見乗児
第7話「抜作先生の授業開始」に登場。礼院棒中学校の授業視察に訪れる。
道場破りの男（名前不明）
声 - 郷里大輔
第18話「最後の必殺スキップ」に登場。アメリカで30年、中国で30年、さらにインドで30年も格闘技の修行を積んできたと語る金髪の大男。修行期間が事実かどうかは不明だが、ゴンベエから「お前、年取らんのか?」と突っ込まれている。日本に帰国してから全国各地の各道場破りをしてきた後、「道場やぶり道場」のゴンベエをも叩きのめし、さらには中道場へも道場破りを仕掛けてきた。抜作に勝負を挑み、抜作のギャグ攻撃を無傷で耐え、東風曰く「ギャグを無視している」とも言われる。しかし抜作が呼んだ大家にはあっさりやられ、彼女の弟子になってしまった。
何 寸念（）
声 - 北村弘一
修行の旅の途中で追出仁町に流れ着いた老僧。アニメでは「名もなき坊主」と名乗っており、エンディングでは老僧と表記されている。行き倒れていたところを抜作と吉沢先生に救われる。強い法力を持ち、悪魔祓いをしたり、水晶玉を用いて未来を占ったりすることができる。中盤以降は準レギュラーとして盛んに登場する。抜作・天地・ぬけちゃんロボットは彼に弟子入りする。
影山（）
声 - 曽我部和恭
かつて中拳法道場の門下生だった男の幽霊。道場の門下生で一番強く、さらに強い対戦相手を求めて外の世界へ出て行き、10年前にジャンボジェットに挑んで死亡。その後は成仏できないまま、強い男が出てくるまで道場で10年間待ち続け、東風と戦う。何寸念の助言により、東風は影山を成仏させるためにわざと負けたが、影山は試合後に抜作から「世の中にはもっと強い人がいる」と言われ、今度は大家に挑戦したが逆にこき使われていた。
アンネナプタンポポホフ
ファイヤーダンスに命を懸けている劇画調の男。後述のペッチョチョチョチョリゲスと一緒に3回目の登場時に初めて名前が明かされ、「なんて恥ずかしい名前なんだ」と恥ずかしがる。リンボーダンス風のファイヤーダンスが得意。ファイヤーダンスの3年連続優勝者である抜作をマークしていたが、4回目の挑戦でも抜作には勝てなかった。
ペッチョチョチョチョリゲス
アンネナプタンポポホフと同じくファイヤーダンスに命を懸けている劇画調の男。アンネナフタンポポホフと一緒に名前が明かされ、「なんて情けない名前なんだ」と恥ずかしがる。1人SM風のファイヤーダンスが得意。同じくファイヤーダンスの3年連続優勝者である抜作をマークしていたが、やはり抜作には勝てなかった。
医者（名前不明）
顔中が傷だらけで、ブラック・ジャックのような風貌をしている医者。どんな病気でも治してみせると自称しているが、作中のナレーションで「自分の顔は治せなかったのだろうか？」と突っ込まれている。東風・珍平・甘子と大家のババアから抜作と天地のアホを治してもらいたいと依頼されたが、抜作と天地の頭の中身が人間の想像を絶して異常であり、医療用のコンピューターまでもが二人のアホパワーの影響を受けて狂ってしまったため、最後には「この二人はこれで正常なんですよ」と笑いながら開き直り、大家からは「だめだこりゃ」と言われた。
エンマ大王
声 - 田中康郎
地獄を統括する主。死亡した抜作を「生前、アホなことばかりしてきたから」という理由で地獄に落とす。しかし、鬼による地獄の責め苦をものともしない抜作により地獄を快適に変えられそうになったため、慌てて抜作を現世に戻し、死神と主任に「こいつだけは二度と連れてくるな」と言いつけていた。
吸血鬼
声 - 納谷六朗
古びた洋館で300年間眠っていたという吸血鬼。しかし、それが事実なら彼は江戸時代から日本に住んでいたことになる上、そもそも目覚めた時に自分が300年間眠っていたと分かるのがおかしいと作者から突っ込まれている。真夜中に洋館でかくれんぼをしていた抜作と天地の血（本人いわく「まずい血」）を吸って下僕にするが、吸血鬼のことを全く知らない二人に振り回されたせいで、好物である若い女性の血を吸えず、やがて朝日が昇る時刻になったため、棺に入って再び眠ろうとしたが、抜作と天地が用意したのは日本式の棺であり、さらに彼の苦手を治すためと称して抜作と天地がニンニクで作った十字架を棺ののぞき窓から見せられ、同時に太陽の光を浴びたため灰になってしまった。
アニメではとんちんかんのメンバーとも交戦し、レッドをねじ伏せたり、シロンの超能力が通用しないなどの特異性を見せた。

## ギャグ
主に抜作や天地などから発するもので、下ネタが多く、場の雰囲気を無視したギャグが多い。代表作に「いきなり尻みせ」「いきなり前みせ」（急にズボンを下ろし、尻や股間を見せつける、えんどによれば『がきデカ』がモチーフとのこと）、「頭もっこり」、「頭どっかん」（頭部がクラッカーのように爆破。『ミラクルとんちんかん』のネタ）など。中期以降になると新たなギャグが増え、ファイヤーダンスやSM、「このカレーはカレー（辛ぇ）」などの物を使ったギャグもある。後期になると抜作がゴジラをパロディ化した「大怪獣ぬけゴン」（抜作がゴジラの着ぐるみを着て巨大化した物）になり、「アンギャー」と叫びながら町の中をひたすら暴れるネタが登場した。
『ジョジョの奇妙な冒険』（同時期に第一部 - 第二部が連載されており、作者自身が一読者として『ジョジョ』を気に入っていたこともあって、積極的にパロディが行われた）などのジャンプ作品や『ハクション大魔王』などのアニメ、CM、深夜番組のアイチャッチのパロディも時折見せ、楽屋オチのギャグなども多い。中期以降は、明らかに無理矢理な展開などに「うーん無理の無い○○」と作者が自画自賛する自虐的なギャグも幾度となく使われた。連載の長期化に伴い、えんども「ギャグが思いつかず、ペン入れの前にギャグを考え出して空白のコマを埋めることもよくあった」と述べている。
連載当時（1985年 - 1989年）に子供だった読者たちには理解できない過去の人物（山崎ハコ・エンタツアチャコなど）や作品（『奥さまは魔女』・『花はおそかった』・『傷だらけのローラ』など）によるネタも多かった。
ギャグでは済まない女性下着窃盗ネタ、エイズ患者に対しての中傷ネタ、さらに抜作による黒人原住民ネタもあり、後者については黒人差別をなくす会からもクレームが来た（安藤健二『封印作品の謎』より）。
また、えんどコイチが新潟県出身であることから、新潟を題材とした話題もたびたび登場する（例：白根大凧合戦）。

## 「新潟市マンガの家」での展示
2013年2月23日に開館した「新潟市マンガの家」（新潟県新潟市中央区）にて「ギャグマンガゾーン」が設けられ、同県出身者であるえんどコイチの作品に関する展示が行なわれている。
- キャラクター等身大フィギュア - 抜作のフィギュアが展示。
- 作品・作者紹介コーナー - えんどコイチのプロフィールおよび作品を紹介。

## テレビアニメ
1987年10月17日から1988年10月1日までフジテレビ系列局で放送された。全43話。放送時間は、当初は毎週土曜 19:30 - 20:00 （日本標準時）であったが、『ショットガン』の放送開始に伴い、1987年11月からは19:58までの放送となっていた。
『ハイスクール!奇面組』の後番組。原作漫画では同作品と本作は掲載誌が同じというだけの関係であったが、アニメでは制作スタッフがそのまま続投したため、演出や美術などに共通の作風が見られる。
しかし、本放送中の1988年9月19日に昭和天皇が吐血し、バラエティやギャグ番組が自粛になり、この番組も影響を受け、その週（9月24日）の放送は他番組に差し替えられ、第42話は放送されなかった。
次回予告は抜作が視聴者に予告状を送り、「〜（サブタイトル）で笑っていただきます」と締めていたが、中盤からはこの演出が省略された。
最終回では、茨木邸にある「取っておきの物」である取っ手が金で出来た開かずの扉から、とんちんかん、毒鬼警部一行がパラレルワールドと未来の礼院棒町を旅し、それらを見た後、現代へ戻って幸せな未来へ向かうという形で締めくくられた。

### スタッフ
- 企画 - 清水賢治（フジテレビ）
- 原作 - えんどコイチ
- チーフディレクター - 山田雄三
- シリーズ構成 - 小山高生（第1話 - 第16話）
- キャラクターデザイン・総作画監督 - 金沢比呂司
- 美術監督 - 河野次郎
- 撮影監督 - 森下成一
- 編集 - 岡安肇
- オーディオディレクター - 山崎宏
- 音楽 - 菊池俊輔
- プロデューサー - 片岡義朗（NAS）、茂垣弘道（スタジオコメット）
- 制作協力 - スタジオコメット
- 制作 - フジテレビ、NAS

### 主題歌
全曲ともに作詞は秋元康、作曲・編曲は後藤次利が担当。

#### オープニングテーマ
「ごめんねカウボーイ」（第1話 - 第16話）
歌 - うしろ髪ひかれ隊
エンディングテーマ「メビウスの恋人」のカップリング曲。
「ほらね、春が来た」（第17話 - 第26話）
歌 - うしろ髪ひかれ隊
「麦わらでダンス」（第27話 - 第43話）
歌 - 生稲晃子

#### エンディングテーマ
「メビウスの恋人」（第1話 - 第16話）
歌 - うしろ髪ひかれ隊
「誰も知らないブルーエンジェル」（第17話 - 第26話）
歌 - うしろ髪ひかれ隊
「夢に逢いたい」（第27話 - 第43話）
歌 - 生稲晃子

### 挿入歌
「アホ！ No.5」（第19話Bパート）
作詞 - 及川眠子／作曲 - 東郷昌和 ／歌 - 日髙のり子
「想い出の渚」（第33話Aパート）
作詞 - 鳥塚繁樹／作曲 - 加瀬邦彦／編曲 - 森岡賢一郎／歌 - ザ・ワイルドワンズ

### 各話リスト
タイトルコールは甘子役の日髙のり子が担当した。
| 話数 | 放送日          | サブタイトル                         | 脚本              | コンテ     | 演出     | 作画監督   |
| ---- | --------------- | ------------------------------------ | ----------------- | ---------- | -------- | ---------- |
| 1    | 1987年 10月17日 | 完全アホ100%! 怪盗とんちんかん参上!! | 小山高生          | 三沢伸     | 三沢伸   | 金沢比呂司 |
| 2    | 10月24日        | 集合の合図はバカ笑い                 | 小山高生          | 高林久弥   | 高林久弥 | 金沢比呂司 |
| 2    | 10月24日        | 由緒ある鐘をねらえ！                 | 小山高生          | 高林久弥   | 高林久弥 | 金沢比呂司 |
| 3    | 10月31日        | 激突 ゴンベエVS東風                  | 山田隆司          | 藤川茂     | 藤川茂   | 佐々木敏子 |
| 3    | 10月31日        | 投げナイフにご用心                   | 山田隆司          | 藤川茂     | 藤川茂   | 佐々木敏子 |
| 4    | 11月7日         | 天才少女アンディ登場                 | 柳川茂            | 横山広行   | 山崎友正 | 金沢比呂司 |
| 4    | 11月7日         | 恐怖の目覚まし時計                   | 柳川茂            | 横山広行   | 山崎友正 | 金沢比呂司 |
| 5    | 11月14日        | 勝手にあんぽんたん                   | 小山高生          | 前園文夫   | 前園文夫 | 奈須川充   |
| 5    | 11月14日        | 10年に一度のワラ人形                 | 小山高生          | 湖山禎崇   | 湖山禎崇 | 奈須川充   |
| 6    | 11月21日        | ぷるんぷるんアンディ                 | 山田隆司          | 三沢伸     | 三沢伸   | 金沢比呂司 |
| 6    | 11月21日        | 帰って来たアホー鳥                   | 山田隆司          | 三沢伸     | 三沢伸   | 一川孝久   |
| 7    | 11月28日        | パソコン作戦大混戦                   | 柳川茂            | 高林久弥   | 高林久弥 | 金沢比呂司 |
| 7    | 11月28日        | 抜作先生の授業開始                   | 柳川茂            | 高林久弥   | 高林久弥 | 金沢比呂司 |
| 8    | 12月5日         | ライバル 天地くん登場                | 小山高生          | 藤川茂     | 藤川茂   | 佐々木敏子 |
| 8    | 12月5日         | 大乱戦!! ミラクル迷路                | 小山高生          | 藤川茂     | 藤川茂   | 佐々木敏子 |
| 9    | 12月12日        | 吉沢先生のラブラブ騒動               | 柳川茂            | 横山広行   | 山崎友正 | 金沢比呂司 |
| 9    | 12月12日        | 海を夢みる少女                       | 柳川茂            | 横山広行   | 山崎友正 | 金沢比呂司 |
| 10   | 12月19日        | 出た!! 大家のばあさん                | 小山高生          | 三沢伸     | 三沢伸   | 金沢比呂司 |
| 10   | 12月19日        | カミナリサンタさん                   | 小山高生          | 三沢伸     | 三沢伸   | 一川孝久   |
| 11   | 12月26日        | 犯人 捕らえてみれば…!?               | 山田隆司          | 湖山禎崇   | 湖山禎崇 | 奈須川充   |
| 11   | 12月26日        | 東風・甘子の純愛物語                 | 山田隆司          | 前園文夫   | 前園文夫 | 奈須川充   |
| 12   | 1988年 1月16日  | アッと驚く新春初仕事                 | 柳川茂            | 藤川茂     | 藤川茂   | 佐々木敏子 |
| 12   | 1988年 1月16日  | 東風の修行はツライ!!                 | 山田隆司          | 高林久弥   | 高林久弥 | 金沢比呂司 |
| 13   | 1月23日         | ポリスあほデミー                     | 山田隆司          | 高林久弥   | 高林久弥 | 金沢比呂司 |
| 13   | 1月23日         | 雪に消えた抜作先生                   | 柳川茂            | 藤川茂     | 藤川茂   | 佐々木敏子 |
| 14   | 1月30日         | ゲゲゲの妖怪屋敷!!                   | 小山高生          | 横山広行   | 山崎友正 | 金沢比呂司 |
| 14   | 1月30日         | 校内ウルトラ俳句大会                 | 小山高生          | 横山広行   | 山崎友正 | 金沢比呂司 |
| 15   | 2月6日          | 恋の嵐を呼ぶ転校生                   | 小山高生          | 高林久弥   | 高林久弥 | 金沢比呂司 |
| 15   | 2月6日          | ニセモノはホンモノ!?                 | 小山高生          | 高林久弥   | 高林久弥 | 一川孝久   |
| 16   | 2月13日         | 恐怖の本気チョコ                     | 山田隆司          | 藤川茂     | 藤川茂   | 金沢比呂司 |
| 16   | 2月13日         | 挑戦!! 道場やぶり道場                | 柳川茂            | 三沢伸     | 三沢伸   | 金沢比呂司 |
| 17   | 2月20日         | シロン危機一髪!!                     | 山田隆司          | 湖山禎崇   | 湖山禎崇 | 奈須川充   |
| 17   | 2月20日         | 久しぶりのあんぽんたん               | 山田隆司          | 前園文夫   | 前園文夫 | 奈須川充   |
| 18   | 2月27日         | 抜作先生の人間ポンプ                 | 柳川茂            | 佐々木裕之 | 三沢伸   | 佐々木敏子 |
| 18   | 2月27日         | 最後の必殺スキップ                   | 山田隆司          | 藤川茂     | 藤川茂   | 佐々木敏子 |
| 19   | 3月5日          | ウーパーパーパーを盗め!!             | 柳川茂            | 横山広行   | 山崎友正 | 金沢比呂司 |
| 19   | 3月5日          | リーダー対殺し屋                     | 柳川茂            | 横山広行   | 山崎友正 | 金沢比呂司 |
| 20   | 3月12日         | 女子プロレスに挑戦!!                 | 小山高生          | 前園文夫   | 前園文夫 | 奈須川充   |
| 20   | 3月12日         | 抜作先生は名医!?                     | 小山高生          | 湖山禎崇   | 湖山禎崇 | 奈須川充   |
| 21   | 3月19日         | 毒鬼警部の大逆襲!!                   | 山田隆司          | 三沢伸     | 三沢伸   | 金沢比呂司 |
| 21   | 3月19日         | どんより雲の悪夢                     | 山田隆司          | 三沢伸     | 三沢伸   | 金沢比呂司 |
| 22   | 3月26日         | 天地くんの春                         | 柳川茂            | 小島正幸   | 高林久弥 | 金沢比呂司 |
| 22   | 3月26日         | 抜作先生と怒りのエンマ大王           | 柳川茂            | 高林久弥   | 高林久弥 | 一川孝久   |
| 23   | 4月9日          | 京都に参上 とんちんかん              | 山田隆司          | 横山広行   | 山崎友正 | 金沢比呂司 |
| 23   | 4月9日          | 激突!! 京都夢芝居                    | 山田隆司          | 横山広行   | 山崎友正 | 金沢比呂司 |
| 24   | 4月23日         | 四代目はセーラー服                   | 小山高生          | 藤川茂     | 藤川茂   | 佐々木敏子 |
| 24   | 4月23日         | 怪奇!! ホラー教室                    | 小山高生          | 藤川茂     | 藤川茂   | 佐々木敏子 |
| 25   | 4月30日         | モテモテ東風くん                     | 柳川茂            | 湖山禎崇   | 湖山禎崇 | 奈須川充   |
| 25   | 4月30日         | ニセ物を捕まえろ!!                   | 小山高生          | 前園文夫   | 前園文夫 | 奈須川充   |
| 26   | 5月7日          | よけいなおせわの天地くん             | 柳川茂            | 三沢伸     | 三沢伸   | 金沢比呂司 |
| 26   | 5月7日          | お絵かきは嫌い!!                     | 小山高生          | 小島正幸   | 三沢伸   | 金沢比呂司 |
| 27   | 5月14日         | 初デート 初キッス                    | 山田隆司          | 小島正幸   | 高林久弥 | 金沢比呂司 |
| 27   | 5月14日         | 助けて!! 幸福の女神さま              | 山田隆司          | 高林久弥   | 高林久弥 | 一川孝久   |
| 28   | 5月21日         | 愛の奇跡 パワフル吉沢先生            | 柳川茂            | 藤川茂     | 藤川茂   | 佐々木敏子 |
| 28   | 5月21日         | 世界最強は誰か                       | 柳川茂            | 藤川茂     | 藤川茂   | 佐々木敏子 |
| 29   | 5月28日         | ワンワン・ラブストーリィ             | 小山高生          | 岩田六     | 山崎友正 | 金沢比呂司 |
| 29   | 5月28日         | ドジな吸血鬼                         | 小山高生          | 岩田六     | 山崎友正 | 金沢比呂司 |
| 30   | 6月4日          | あほ忍法みだれとび!!                 | 柳川茂            | 湖山禎崇   | 湖山禎崇 | 奈須川充   |
| 30   | 6月4日          | 変な外人 おもしろ日本                | 山田隆司          | 前園文夫   | 前園文夫 | 奈須川充   |
| 31   | 6月11日         | 爆笑ファッションショー               | 柳川茂            | 三沢伸     | 三沢伸   | 金沢比呂司 |
| 31   | 6月11日         | 先生の一日署長                       | 柳川茂            | 小島正幸   | 三沢伸   | 金沢比呂司 |
| 32   | 6月25日         | あわれな宇宙人                       | 小山高生          | 高林久弥   | 高林久弥 | 金沢比呂司 |
| 32   | 6月25日         | 抜作先生のドキドキ大特訓!!           | 柳川茂            | 小島正幸   | 高林久弥 | 一川孝久   |
| 33   | 7月2日          | 珍平のガールフレンド                 | 荒川稔久          | 小島正幸   | 藤川茂   | 佐々木敏子 |
| 33   | 7月2日          | アホロボット登場!!                   | 柳川茂            | 藤川茂     | 藤川茂   | 佐々木敏子 |
| 34   | 7月9日          | パニック！ 抜作・甘子の珍騒動        | 山田隆司          | 横山広行   | 天羽鷹王 | 金沢比呂司 |
| 34   | 7月9日          | 君の名は…                            | 三井秀樹 小山高生 | 横山広行   | 天羽鷹王 | 金沢比呂司 |
| 35   | 7月23日         | 怪談ユウレイ騒動                     | 山田隆司          | 湖山禎崇   | 湖山禎崇 | 奈須川充   |
| 35   | 7月23日         | 出た!! なぞなぞバーサン              | 小山高生          | 前園文夫   | 湖山禎崇 | 奈須川充   |
| 36   | 7月30日         | 天地くんがいっぱい                   | 柳川茂            | 三沢伸     | 三沢伸   | 金沢比呂司 |
| 36   | 7月30日         | クラス対抗アホ泳ぎ!!                 | 柳川茂            | 小島正幸   | 高林久弥 | 一川孝久   |
| 37   | 8月6日          | サマースペシャル 南の島の大陰謀!!    | 柳川茂            | 三沢伸     | 三沢伸   | 金沢比呂司 |
| 38   | 8月13日         | 好きと言えない二人だから             | 川崎裕之          | 藤川茂     | 藤川茂   | 佐々木敏子 |
| 38   | 8月13日         | 燃えろ毒鬼警部                       | 三井秀樹 小山高生 | 藤川茂     | 藤川茂   | 一川孝久   |
| 39   | 8月27日         | 笑撃!! マツタケ狩り                  | 山田隆司          | 小島正幸   | 高林久弥 | 金沢比呂司 |
| 39   | 8月27日         | 青春してソフトボール                 | 柳川茂            | 高林久弥   | 高林久弥 | 金沢比呂司 |
| 40   | 9月3日          | 髪の毛一本秘㊙攻防戦                 | 山田隆司          | 湖山禎崇   | 湖山禎崇 | 奈須川充   |
| 40   | 9月3日          | 恐怖のお笑いバクダン                 | 柳川茂            | 湖山禎崇   | 湖山禎崇 | 奈須川充   |
| 41   | 9月10日         | すべて見せます 華麗なるテクニック!!  | 荒川稔久 （構成） | 山田雄三   | 山田雄三 |            |
| 42   | 未放送          | 新メンバー!? トン吉くん              | 柳川茂            | 藤川茂     | 藤川茂   | 一川孝久   |
| 42   | 未放送          | モテモテ抜作先生                     | 隅沢克之 小山高生 | 三沢伸     | 三沢伸   | 一川孝久   |
| 43   | 10月1日         | 激突!! 大運動会                      | 山田隆司          | 高林久弥   | 高林久弥 | 佐々木敏子 |
| 43   | 10月1日         | とっておきのジ・エンド               | 小山高生          | 三沢伸     | 三沢伸   | 奈須川充   |

※第42話は1988年9月24日放送予定だったが、前述の通り昭和天皇重病で中止。

### 放送局
放送系列は放送当時、放送日時は1988年9月中旬 - 10月終了時点のものとする。
| 放送対象地域   | 放送局         | 放送日時                                                                                              | 放送系列                                     | 備考                                                             |
| -------------- | -------------- | --- | -------------------------------------------- | ---------------------------------------------------------------- |
| 関東広域圏     | フジテレビ     | 土曜 19:30 - 20:00（1987年10月17日 - 10月31日） → 土曜 19:30 - 19:58（1987年11月7日 - 1988年10月1日） | フジテレビ系列                               | 製作局                                                           |
| 北海道         | 北海道文化放送 | 土曜 19:30 - 20:00（1987年10月17日 - 10月31日） → 土曜 19:30 - 19:58（1987年11月7日 - 1988年10月1日） | フジテレビ系列                               |                                                                  |
| 秋田県         | 秋田テレビ     | 土曜 19:30 - 20:00（1987年10月17日 - 10月31日） → 土曜 19:30 - 19:58（1987年11月7日 - 1988年10月1日） | フジテレビ系列                               |                                                                  |
| 山形県         | 山形テレビ     | 土曜 19:30 - 20:00（1987年10月17日 - 10月31日） → 土曜 19:30 - 19:58（1987年11月7日 - 1988年10月1日） | フジテレビ系列                               |                                                                  |
| 宮城県         | 仙台放送       | 土曜 19:30 - 20:00（1987年10月17日 - 10月31日） → 土曜 19:30 - 19:58（1987年11月7日 - 1988年10月1日） | フジテレビ系列                               |                                                                  |
| 福島県         | 福島テレビ     | 土曜 19:30 - 20:00（1987年10月17日 - 10月31日） → 土曜 19:30 - 19:58（1987年11月7日 - 1988年10月1日） | フジテレビ系列                               |                                                                  |
| 新潟県         | 新潟総合テレビ | 土曜 19:30 - 20:00（1987年10月17日 - 10月31日） → 土曜 19:30 - 19:58（1987年11月7日 - 1988年10月1日） | フジテレビ系列                               | 現・NST新潟総合テレビ。                                          |
| 長野県         | 長野放送       | 土曜 19:30 - 20:00（1987年10月17日 - 10月31日） → 土曜 19:30 - 19:58（1987年11月7日 - 1988年10月1日） | フジテレビ系列                               |                                                                  |
| 静岡県         | テレビ静岡     | 土曜 19:30 - 20:00（1987年10月17日 - 10月31日） → 土曜 19:30 - 19:58（1987年11月7日 - 1988年10月1日） | フジテレビ系列                               |                                                                  |
| 富山県         | 富山テレビ     | 土曜 19:30 - 20:00（1987年10月17日 - 10月31日） → 土曜 19:30 - 19:58（1987年11月7日 - 1988年10月1日） | フジテレビ系列                               |                                                                  |
| 石川県         | 石川テレビ     | 土曜 19:30 - 20:00（1987年10月17日 - 10月31日） → 土曜 19:30 - 19:58（1987年11月7日 - 1988年10月1日） | フジテレビ系列                               |                                                                  |
| 福井県         | 福井テレビ     | 土曜 19:30 - 20:00（1987年10月17日 - 10月31日） → 土曜 19:30 - 19:58（1987年11月7日 - 1988年10月1日） | フジテレビ系列                               |                                                                  |
| 中京広域圏     | 東海テレビ     | 土曜 19:30 - 20:00（1987年10月17日 - 10月31日） → 土曜 19:30 - 19:58（1987年11月7日 - 1988年10月1日） | フジテレビ系列                               | 最終回は同日プロ野球中継のため10月5日 水曜 16:30 - 17:00に放送。 |
| 近畿広域圏     | 関西テレビ     | 土曜 19:30 - 20:00（1987年10月17日 - 10月31日） → 土曜 19:30 - 19:58（1987年11月7日 - 1988年10月1日） | フジテレビ系列                               |                                                                  |
| 島根県・鳥取県 | 山陰中央テレビ | 土曜 19:30 - 20:00（1987年10月17日 - 10月31日） → 土曜 19:30 - 19:58（1987年11月7日 - 1988年10月1日） | フジテレビ系列                               |                                                                  |
| 岡山県・香川県 | 岡山放送       | 土曜 19:30 - 20:00（1987年10月17日 - 10月31日） → 土曜 19:30 - 19:58（1987年11月7日 - 1988年10月1日） | フジテレビ系列                               |                                                                  |
| 広島県         | テレビ新広島   | 土曜 19:30 - 20:00（1987年10月17日 - 10月31日） → 土曜 19:30 - 19:58（1987年11月7日 - 1988年10月1日） | フジテレビ系列                               |                                                                  |
| 愛媛県         | 愛媛放送       | 土曜 19:30 - 20:00（1987年10月17日 - 10月31日） → 土曜 19:30 - 19:58（1987年11月7日 - 1988年10月1日） | フジテレビ系列                               | 現・テレビ愛媛。                                                 |
| 福岡県         | テレビ西日本   | 土曜 19:30 - 20:00（1987年10月17日 - 10月31日） → 土曜 19:30 - 19:58（1987年11月7日 - 1988年10月1日） | フジテレビ系列                               |                                                                  |
| 佐賀県         | サガテレビ     | 土曜 19:30 - 20:00（1987年10月17日 - 10月31日） → 土曜 19:30 - 19:58（1987年11月7日 - 1988年10月1日） | フジテレビ系列                               |                                                                  |
| 長崎県         | テレビ長崎     | 土曜 19:30 - 20:00（1987年10月17日 - 10月31日） → 土曜 19:30 - 19:58（1987年11月7日 - 1988年10月1日） | フジテレビ系列 日本テレビ系列                |                                                                  |
| 熊本県         | テレビ熊本     | 土曜 19:30 - 20:00（1987年10月17日 - 10月31日） → 土曜 19:30 - 19:58（1987年11月7日 - 1988年10月1日） | フジテレビ系列 テレビ朝日系列                |                                                                  |
| 宮崎県         | テレビ宮崎     | 土曜 19:30 - 20:00（1987年10月17日 - 10月31日） → 土曜 19:30 - 19:58（1987年11月7日 - 1988年10月1日） | フジテレビ系列 日本テレビ系列 テレビ朝日系列 |                                                                  |
| 沖縄県         | 沖縄テレビ     | 土曜 19:30 - 20:00（1987年10月17日 - 10月31日） → 土曜 19:30 - 19:58（1987年11月7日 - 1988年10月1日） | フジテレビ系列                               |                                                                  |
| 青森県         | 青森放送       | 水曜 17:30 - 18:00                                                                                    | 日本テレビ系列 テレビ朝日系列                |                                                                  |
| 岩手県         | 岩手放送       | 金曜 16:30 - 17:00                                                                                    | TBS系列                                      | 現・IBC岩手放送。                                                |
| 山梨県         | テレビ山梨     | 月曜 16:25 - 16:55                                                                                    | TBS系列                                      |                                                                  |

他にCS放送でも放送されており、チャンネルNECOでは2000年から2001年まで、フジテレビONEでは2009年8月15日から2010年1月23日まで放送（第22話まで）。チャンネルNECOでは月に4話連続放送。フジテレビONEではリピート放送ありで、2010年8月9日と8月10日には22話一挙再放送が行われた。

### 映像ソフト化
放送が終了してからも、長い間、VHSなどに映像ソフト化はされていなかったが、2008年6月18日、スーパー・ビジョンからDVD-BOXがDVD-BOX 1、DVD-BOX 2と2つに分けてリリースされた。DVD-BOX 2には、本放送では放送中止になった第42話も特典映像として収録されている。
2021年現在、Blu-ray版はリリースされていない。

### ネット配信
2018年10月21日から同年10月25日まで5回に渡って、集英社によってYouTubeより第5回までが配信されている。
dアニメストアなどにて動画が配信されている。

## エピソード
- 文庫版は過激過ぎた下ネタギャグがあった回や、連載当時は出版倫理上問題はなかったが、2019年現在は自主規制に抵触する差別表現があった回、故人となった高橋俊昌元編集者が汚れ役として登場した回などが収録されていない。
- 週刊少年ジャンプ創刊50周年を記念して2017年7月から9月にかけて発行された『復刻版週刊少年ジャンプ』では、パック2の1987年1.2合併号にアホ その90「とんちんかん最大の危機（前編）の巻」が、パック3の1986年26号にアホ その63「吉沢先生危機一髪の巻」がそれぞれ収録された。両方吉沢先生が誘拐されるエピソードであった。
- お笑いコンビ・北陽の虻川美穂子は、本作が自分にとってのバイブルだと公言しており、携帯電話の待ち受け画像を本作の主人公・間抜作にしていたことがある。また2011年6月には、作者であるえんどコイチとの対面を果たした[29]。